# 章培恒
章培恒（1934年1月8日—2011年6月7日），男，浙江绍兴人，中国古典文学研究家，专长为元明清文学和古籍研究。毕业于复旦大学中文系并长期任教。

## 生平
1934年1月8日出生于浙江绍兴。
1954年毕业于复旦大学中文系，留校任教。文化大革命期间，成为上海“罗思鼎”写作组成员。1980年12月晋升教授。1983年起在复旦大学担任中国古代文学专业博士生导师。1983年至1985年任复旦大学中文系主任。1985年起任复旦大学古籍整理研究所所长。
1996年获得复旦大学首席教授和杰出教授称号。
2011年6月7日逝世，享年77岁。

## 著作

### 著写
- 《洪升年谱》，1979年上海古籍出版社，上海哲学社会科学优秀成果一等奖、全国戏剧家协会优秀戏剧论著奖
- 《献疑集》，1993年岳麓书社
- 《中国文学史》（章培恒 骆玉明），1996年复旦大学出版社
- 《灾枣集》，1998年山东友谊出版社
- 《中国文学史新著》》（章培恒 骆玉明），1998年上海文艺出版社陆续出版上、中卷，2006年上中下三卷由复旦大学出版社和上海文艺出版社出齐。

### 主编
- 《全明诗》主编，上海古籍出版社
- 《中国近代小说大系》主编，江西人民出版社
- 《古代文史名著选译丛书》第一主编，巴蜀书社